# Car cross

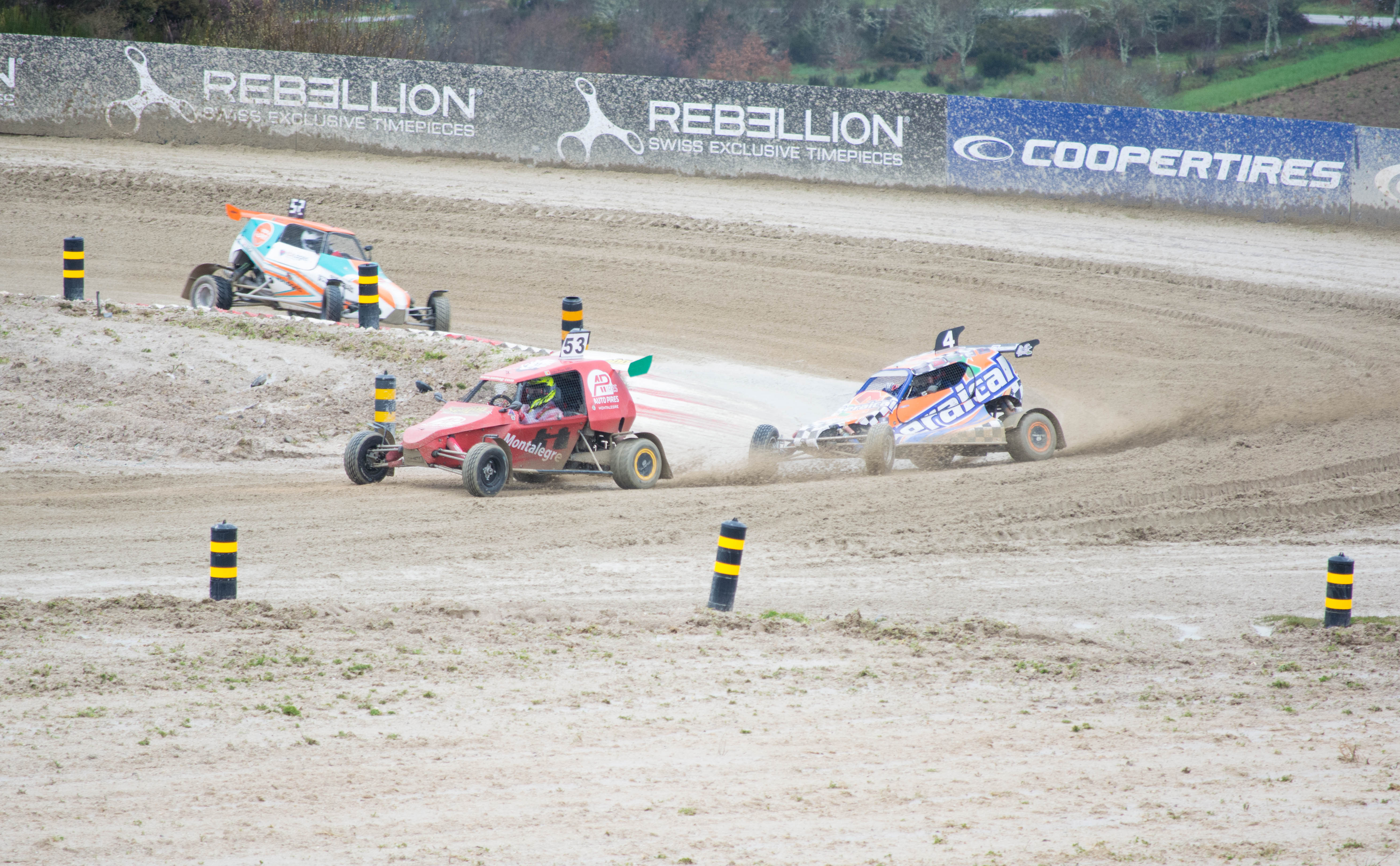
Varios car cross durante una carrera.

Un car cross o kart cross es un monoplaza de carreras construido a partir de un chasis tubular de pequeño tamaño y un motor generalmente de motocicleta de alta cilindrada. Poseen una alta relación peso/potencia y tracción trasera. Son utilizados mayoritariamente en circuitos de tierra en competiciones de autocross y rallycross. En España se pueden ver en el Campeonato de España de Autocross, en la Copa de España de Rallycross y en otras categorías como el Campeonato de Galicia de Rallymix.
Algunas de las marcas que fabrican estos vehículos son Yacar Cross, Semog, Kincar, Silver-Car o Speed Car.